# 내 친구 꼬마 거인
《내 친구 꼬마 거인》(영어: The BFG)은 1982년 발행된 로알드 달 글, 퀜틴 블레이크 그림의 아동문학 작품이다. 1989년과 2016년 두 차례 영화화되었으며, 무대 작품으로도 제작되었다.